# Маја Т. Искјердо
Маја Тодоровић Искјердо (шп. Maja Todorović Izquierdo; Београд, 14. мај 1976) српски je и перуански пејзажни архитекта, психолог и универзитетски професор. Доктор је архитектуре и урбанизма. Председник је Удружења српско-перуанског пријатељства (шп. Asociación de Amistad Serbio-Peruana) и Удружења „Милош Шобајић”.

## Биографија
Маја Т. Искјердо је рођена у Београду, од мајке Перуанке Силвије Искјердо (шп. Silvia Izquierdo) и оца Србина Тиосава Тодоровића. Са мајчине стране, пореклом је из амазонског племена Ашанинка. Оба родитеља су јој научни радници. Њен деда је био Гиљермо Искјердо Риос (шп. Guillermo Izquierdo Ríos), а деда-стриц Франсиско Искјердо Риос (шп. Francisco Izquierdo Ríos), познати и признати перуански преповедачи XX века, који су имали велики утицај на њен образовни и стваралачки пут.
Маја Т. Искјердо је одрасла на темељу мешавине српског и перуанског културног мозаика, проводећи време и у Србији и у Перуу и истовремено слушајући приче из словенске митологије и трезора амазонских легенди. Велики део детињства провела је пак у региону Сан Мартин, у срцу Амазонске прашуме. Тако се је сусрела са богатом духовношћу тамошњих народа и значају који предају прецима, природи и лечењу ентеогеним биљкама.
Од своје дванаесте године бави се сликарством и вајарством, што јој је и даље хоби. На њеним сликама и скулптурама доминирају андско-амазонски мотиви.
Увршћена је у „Енциклопедију националне дијаспоре”, коју уређује Иван Калаузовић Иванус.

### Образовање
У родном Београду се најпре образовала на одсеку за клавир Музичке школе „Даворин Јенко” и на смеру архитектонског техничара ентеријера Архитектонско-техничке школе, а потом је дипломирала пејзажну архитектуру на Шумарском факултету 2001. године. Звање мастера архитектуре и урбанизма стекла је 2004. на Архитектонском факултету Универзитета Лас Палмас де Гран Канарија, а диплому о напредним студијама (шп. Diploma de Estudios Avanzados – DEA) добила је од две шпанске образовне институције – Универзитета Ла Лагуна и Универзитета Лас Палмас де Гран Канарија 2010. Докторирала је на Факултету за градитељски менаџмент београдског Универзитета Унион – Никола Тесла 2013. Теза докторске дисертације јој је била „Природа и мистицизам у материјализацији архитектуре, са освртом на дела Рудолфа Штајнера и Бакминстера Фулера”.
Завршила је и основне студије психологије на Факултету хуманистичких наука Универзитета Лас Палмас де Гран Канарија 2005. године, као и мастер студије историје уметности на Факултету хуманистичких наука Универзитета Ла Лагуна 2009, мастер студије биотехничких наука на Шумарском факултету 2011. и мастер студије клиничке психологије на Факултету за медије и комуникације Универзитета Сингидунум 2020.
Део њене биографије су и курс ликовне уметности на Факултету ликовних уметности Универзитета уметности у Београду 1998. године, курс шпанске филологије на Академији „Местер” у Саламанки, такође 1998, курс екологије и еволуционе биологије на Универзитету Јејл 2015, курс будизма и савремене психологије на Универзитету Принстон 2016. и курс екологије, анархизма, антропологије и феминизма на Институту за социјалну екологију 2017.

### Каријера
Маја Т. Искјердо је била део истраживачког тима Папског католичког универзитета у Перуу (енгл. Pontificia Universidad Católica del Perú) и проучавала је амазонску антропологију, надограђујући знање о традиционалној медицини народа Ашанинка, стечено у млађим данима у Амазонској прашуми. То јој је била увертира за студије клиничке психологије у Београду и истраживања трансперсоналне психологије у Барселони.
Од 2016. године је редовни професор на Факултету за градитељски менаџмент Универзитета Унион – Никола Тесла, а раније је била доцент и ванредни професор на Факултету за уметност и дизајн Мегатренд универзитета.
Аутор је многих стручних и научних радова и публицистичких чланака, али и блога „Екологија и пејзажна архитектура”. Учесник је бројних пројеката и гостујући предавач у земљи и иностранству.
Европски је представник Пејзажних архитеката без граница (енгл. Landscape Architects Without Borders), групе у оквиру Међународне федерације пејзажних архитеката (енгл. International Federation of Landscape Architects), чији је циљ обезбеђивање здравог и пријатног окружења насупрот кризним ситуацијама као што су природне непогоде, миграције, ратови...
Члан је Инжењерске коморе Србије и Удружења пејзажних архитеката Србије и сродних професионалних организација у свету.
Кооснивач је и председник Удружења српско-перуанског пријатељства, регистрованог и у Србији и у Перуу, чија је мисија културна размена између две земље.
Течно говори српски, шпански и енглески језик.

### Приватан живот
Била је удата за српског и француског сликара и вајара Милоша Шобајића, који се сматра једним од најзнаменитијих домаћих и европских уметника. Шобајић је своју аутобиографију „Мојих девет живота” (Vukotić media, 2021) посветио управо њој, а заједно су радили на краткометражном филму „Загубљени списи Марије Магдалене” (2016) и написали драму „Вецин циркус” (Центар за културу „Зоран Радмиловић”, Народно позориште Тимочке крајине „Зоран Радмиловић”, 2021). Она је и коауторка текстова каталога Шобајићевих изложби „Бежање и гушење” (Нови Сад, 2018) и „Сублимације” (Београд, 2022). Такође је и кооснивач је председник Удружења „Милош Шобајић”, које служи за промоцију уметникове заоставштине, организовање изложби и сл.
Живи и ради на релацији Србија–Перу.

## Награде и признања
- Стипендија Владе Краљевине Шпаније за постдипломске студије у области архитектуре и пејзажне архитектуре (2002–2004)
- Признање „Summa cum laude” шпанског Универзитета Ла Лагуна за постигнут успех током одбране Дипломе о напредним студијама (DEA) (2010)
- Награда „Капетан Миша Анастасијевић” за афирмацију пејзажне архитектуре у Србији (2018)
- Признање Министарства спољних послова Републике Перу за хуманитарни рад и помоћ перуанској заједници у Републици Србији током пандемије ковида 19 (2020)
- Признање Министарства спољних послова Републике Перу за допринос у ширењу знања о перуанској култури (2022)